# LGBT-friendly

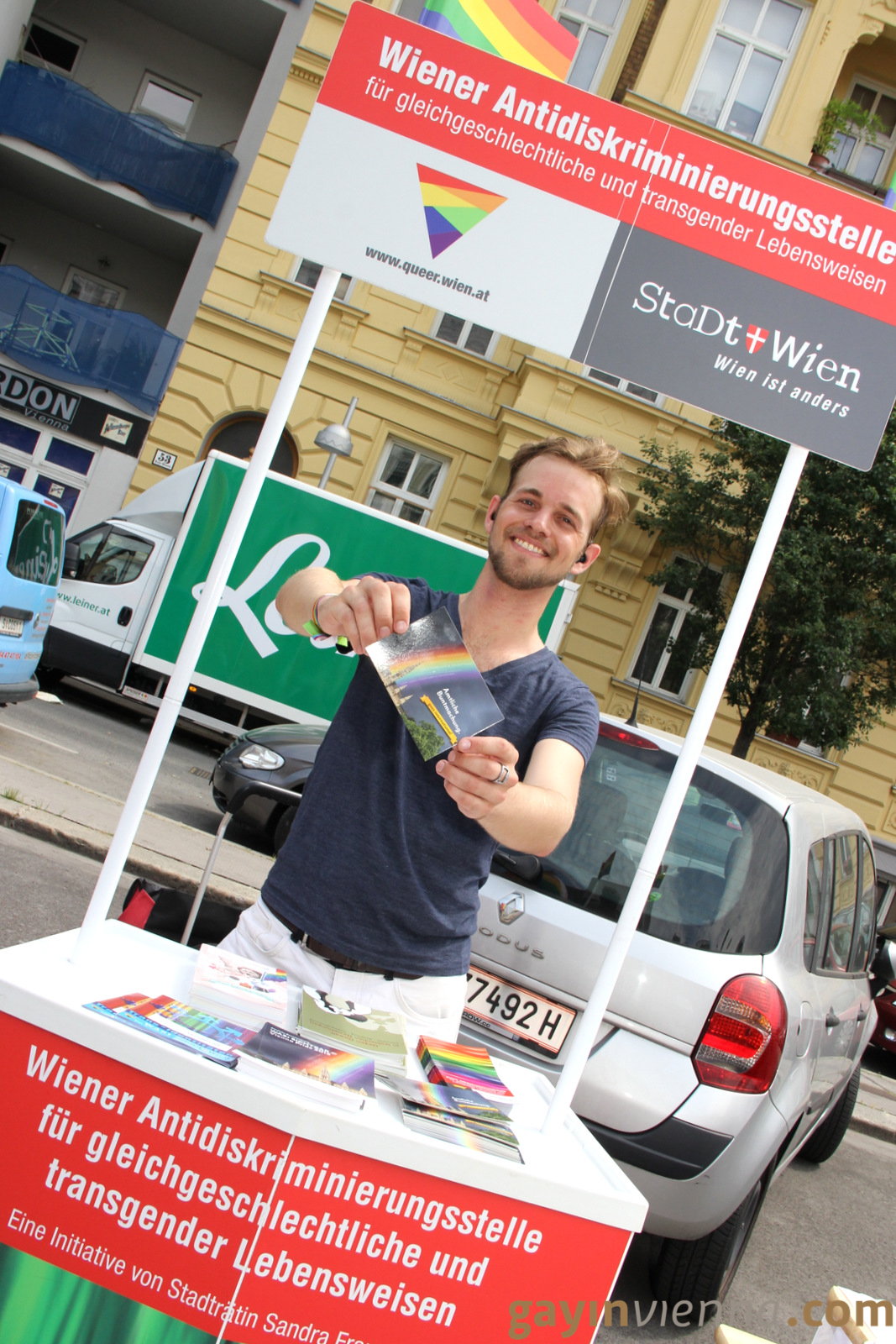
Lloc promocionant Viena (Àustria) com una ciutat gai-friendly

Gay-friendly o LGBT-friendly (en català, 'amigable amb [el col·lectiu] LGBT') és una expressió que fa referència als llocs, polítiques, persones o institucions que es consideren obertes i agradables per a les persones LGBT. Sovint, els espais LGBT-friendly intenten crear un ambient en el qual les persones d'aquest col·lectiu se sentin còmodes, respectades i a on se les tracti a totes per igual, sense sentir-se jutjades.

## Origen
Es tracta d'un terme amb origen als Estats Units de finals del segle xx, en el context de la implementació de polítiques que milloraven els drets del col·lectiu LGTB, i, més concretament, dins del corrent d'integració de polítiques que fan costat a les persones LGBT en el lloc de treball i a les escoles, així com el reconeixement d'aquestes com un grup distintiu de consumidors per a les empreses.

## Ús del terme en l'empresa

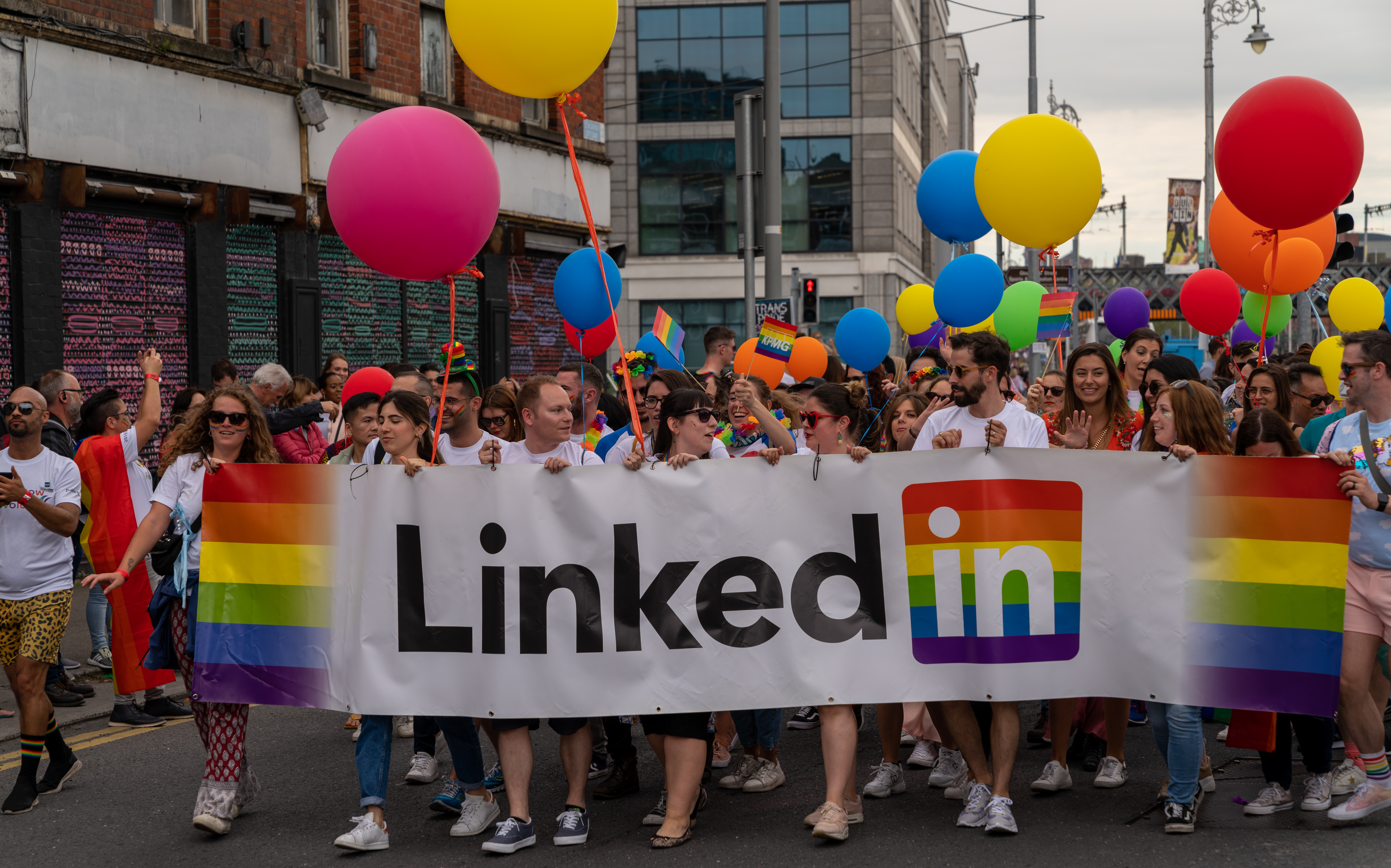
Treballadors de la comunitat LGBT de LinkedIn manifestant-se com a membres d'una empresa gai friendly.

Existeixen nombroses empreses que amb l'objectiu de promoure una política d'inclusió de la gent LGBT i d'atreure a clients pertanyents a aquest col·lectiu demostren obertament l'acceptació de les persones que s'identifiquen sota aquestes sigles.
Això és més comú durant el mes de juny perquè se celebra el Dia Internacional de l'Orgull LGBT i, sovint, comporta la substitució d'elements estètics de l'empresa —com el logo o la imatge corporativa— per uns altres amb la bandera de l'arc de Sant Martí. Sovint, no obstant això, el terme està menys associat a l'aspecte estètic i més relacionat amb la implementació de polítiques antidiscriminatòries que protegeixin als empleats LGTB en les empreses. Ocasionalment, existeixen empreses que són criticades per mostrar una imatge gai-friendly durant aquests esdeveniments però no implementar polítiques antidiscriminació en el context laboral.
El nombre d'empreses que es consideren gay-friendly - juntament amb el nombre de persones que assisteixen a esdeveniments LGBT - ha augmentat en les últimes dècades. Això es reflecteix en una major partipació d'aquestes en esdeveniments com aquests, així com un augment de les polítiques d'empresa que protegeixen a les persones del col·lectiu, més marcat en països occidentals.

## Llocs
Entre les ciutats mundialment conegudes per ser LGBT-friendly s'inclouen: Nova York, Boston, Filadèlfia, Washington D. C., Atlanta, Miami, São Paulo, Montevideo, San Francisco, Seattle, Tel-Aviv, Sídney, Rio de Janeiro, Melbourne, Madrid, París, Port Vallarta, Chicago, Perth, Brighton, Amsterdam, Buenos Aires, Mánchester, Londres, Copenhaguen i Berlín, entre d'altres.
The Advocate publica periòdicament una llista de les ciutats més LGTB-friendly dels Estats Units on s'inclouen ciutats com: Mineàpolis, Albuquerque, Sant Diego, Austin i diverses d'altres, basades en fets com les lleis de matrimoni igualitari, el nombre de parelles del mateix sexe i altres qualificadors.

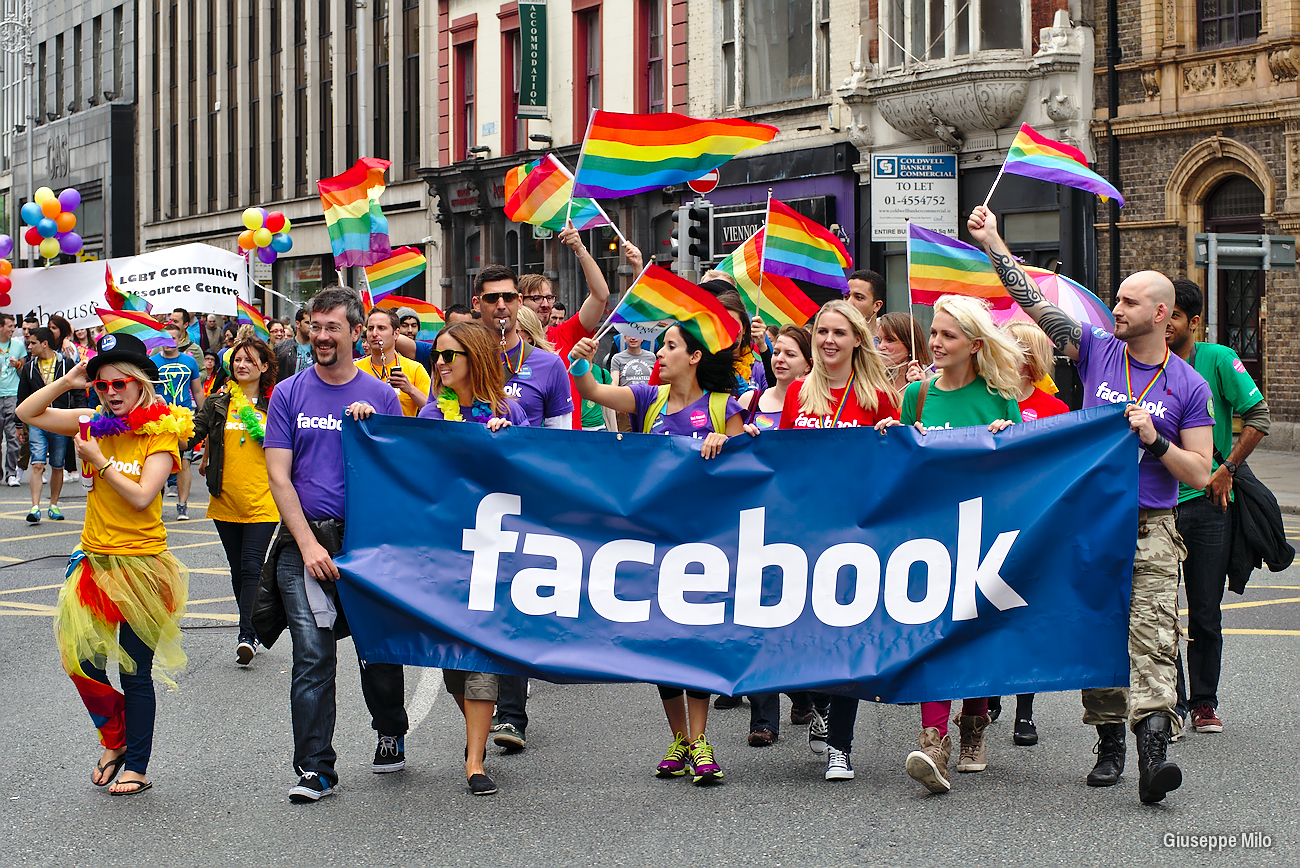
Empleats de l'oficina de la tecnològica Facebook a Dublín manifesten l'ambient gai-friendly de la companyia

La Guia Gay Internacional de Spartacus publica el Gay Travel Index, un rànquing de països amigables amb el col·lectiu LGBT. Cada país puntua segons si té o no legislació antidiscriminatòria, matrimoni igualitari, lleis de societat civil i adopció per parelles homosexuals i negocis dirigits específicament a la comunitat LGBT. Mentrestant, es resten punts per l'existència de lleis anti-LGBT, les restriccions d'ingrés a aquests països per ser portadors del VIH, si existeix o no influència religiosa i l'enjudiciament per ser homosexual, així com l'existència de crims d'odi i pena de mort per formar part del col·lectiu.
El 2013, el Gai Travel Index de Spartacus presentava a la majoria dels països d'Europa occidental al top 11 (Suècia, Dinamarca, Islàndia, Noruega, Finlàndia, Bèlgica, França, Països Baixos, Regne Unit i Espanya), a més del Canadà, Nova Zelanda, i l'Uruguai. Els últims 5 països són l'Iran, Unió dels Emirats Àrabs, Rússia, Jordània i Jamaica.
Spartacus també publica un Gai Travel Index USA que enumera els 50 estats més Washington D. C., amb els mateixos criteris que els països abans analitzats. El 2013 les 5 principals regions eren del nord-est, mentre que les 10 principals també inclouen Califòrnia, Illinois i Oregon. Els 10 estats més baixos en la llista són principalment els del sud-est i els de la muntanya (Utah, Idaho i Montana).